# Désert Kubuqi

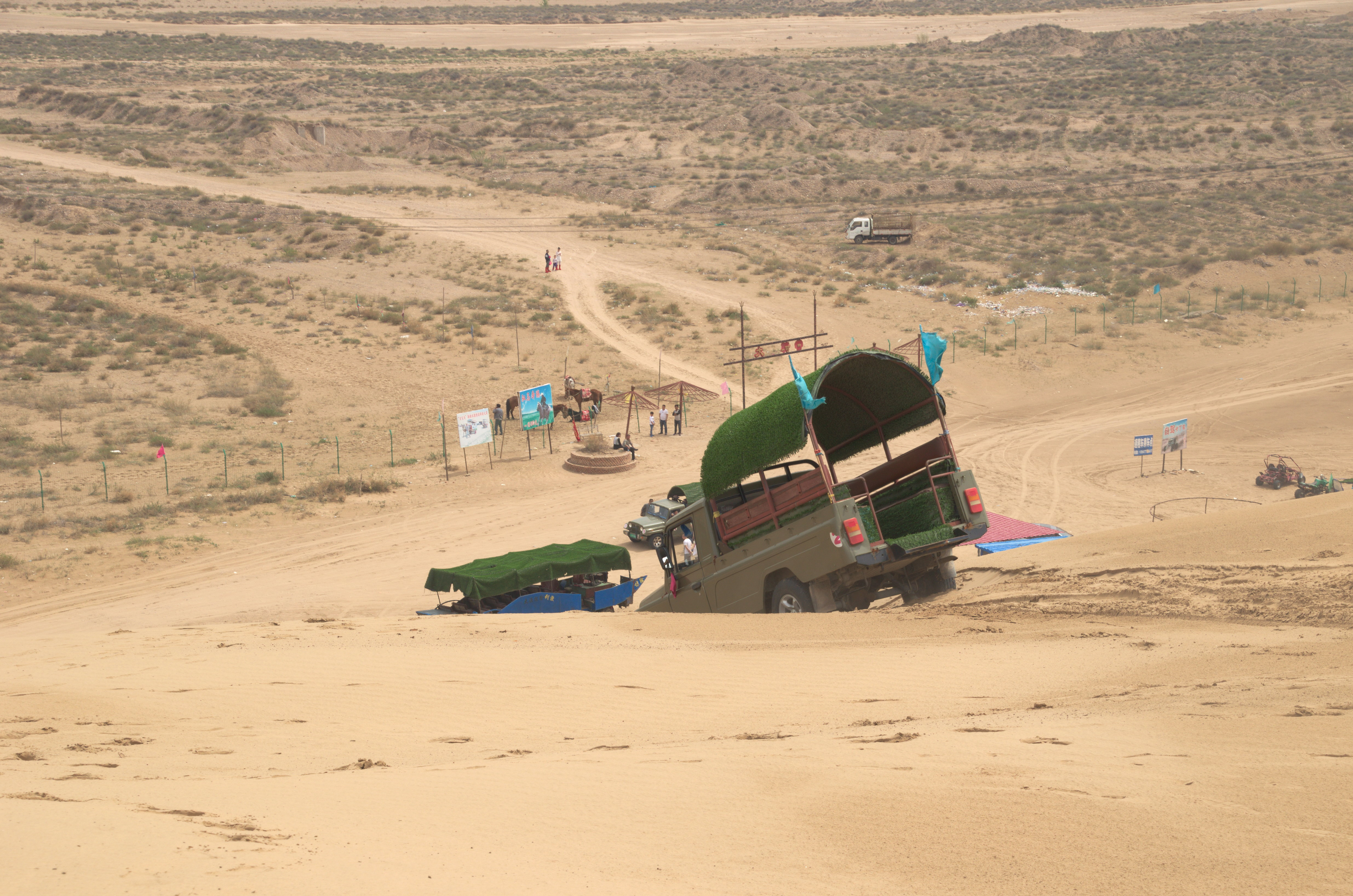
Voiture tout-terrain sortant des dunes en bordure du désert.

Le Désert Kubuqi (chinois simplifié : 库布其沙漠 ; chinois traditionnel : 庫布其沙漠 ; pinyin : kùbùqí shāmò) est un désert long de 262 km d'Est en Ouest, situé sur le plateau d'Ordos, ville-préfecture d'Ordos, dans la région autonome de Mongolie-Intérieure, en République populaire de Chine. Il est intégré au désert d'Ordos. et est situé au sud du fleuve Jaune.
Il a la particularité d'être une bande très longue de sable, mais peu large et qui ne bouge pas.
On y trouve le parc de loisirs du désert Kubuqi (库布其沙漠旅游景区, kùbùqí shāmò lǚyóu jǐngqū, « paysage touristique du désert Kubuqi »). On y entre en voiture tout-terrain, dans un parcours qui ressemble à des montagnes russes. On peut faire un tour à dos de chameau au sein d'une caravane, du tir à l'arc mongol. On sort du désert en se laissant glisser sur une luge en bordure des dunes de sable ou bien à l'aide d'une tyrolienne.

## Galerie

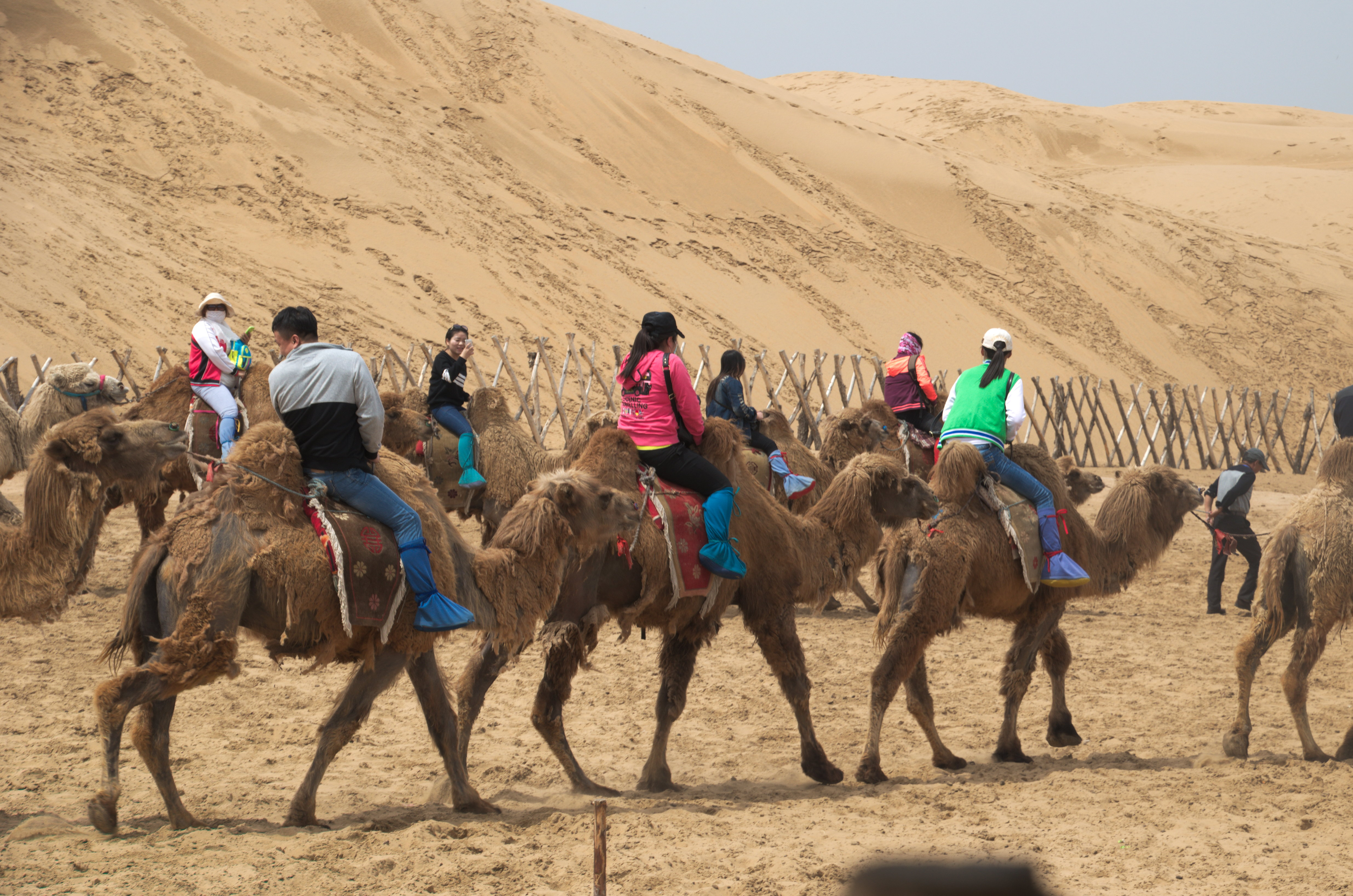
Caravane de chameaux pendant leur mue de la fin du printemps, à destination des touristes
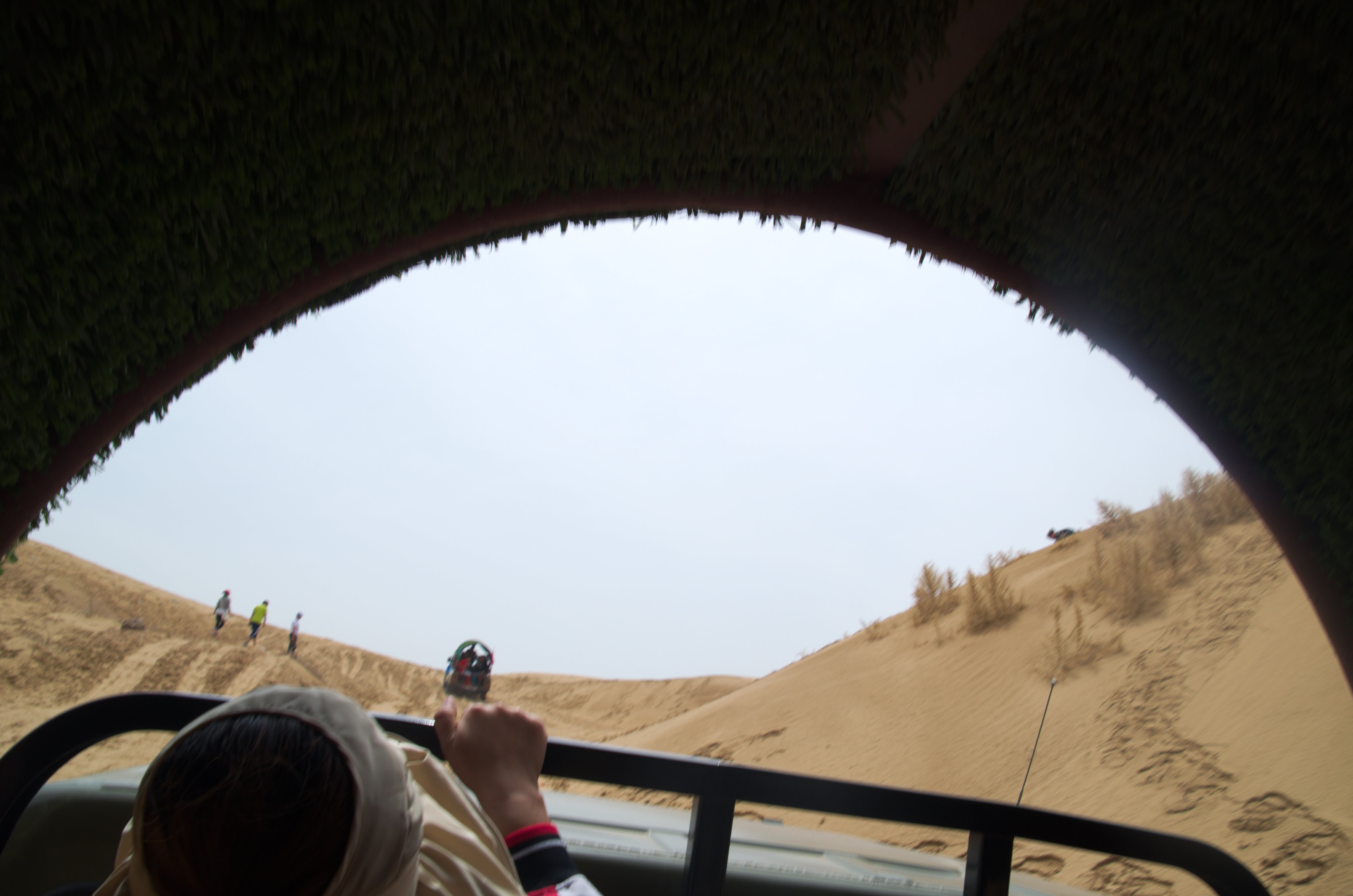
À bord d'une voiture tout terrain
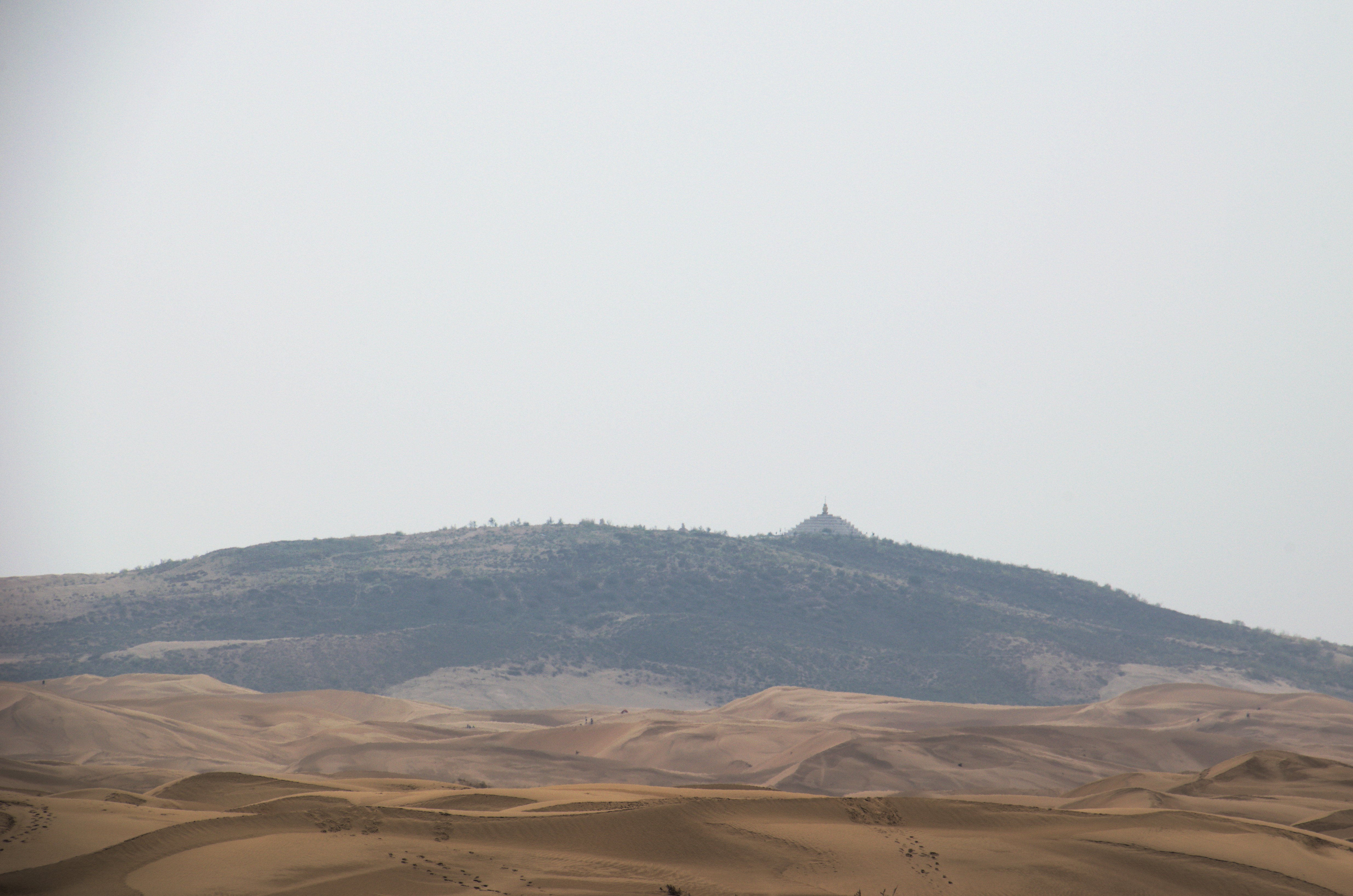
Dunes de sable, de steppe et grande stupa au loin